# Słuch

Budowa ucha ludzkiego: 1 – czaszka
2 – przewód słuchowy zewnętrzny
3 – małżowina uszna
4 – błona bębenkowa
5 – okienko owalne
6 – młoteczek
7 – kowadełko
8 – strzemiączko
9 – kanał półkolisty
10 – ślimak
11 – nerw słuchowy
12 – trąbka Eustachiusza

Słuch – zmysł umożliwiający odbieranie (percepcję) fal dźwiękowych. Narządy słuchu nazywa się uszami. Słuch jest wykorzystywany przez organizmy żywe do komunikacji oraz rozpoznawania otoczenia.
U psa zakres słyszalnych dźwięków waha się w granicach od 15 do 30 000 Hz, zaś u przeciętnego człowieka zakres ten wynosi około 16 – 20 000 Hz.

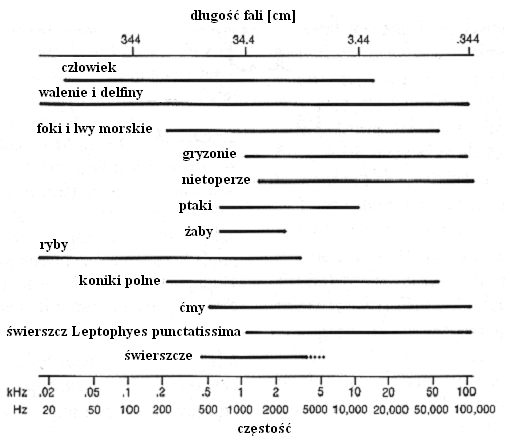
Zakres słyszalnych dźwięków u wybranych zwierząt

Według naukowców z Uniwersytetu Strathclyde w Glasgow najlepiej słyszącym zwierzęciem świata jest motyl barciak większy, bowiem rejestruje dźwięki o częstotliwościach do 300 kHz. Natomiast dźwięki o bardzo niskiej częstotliwości (tzw. infradźwięki) najlepiej słyszą gołębie.

## Słuch człowieka
Fale dźwiękowe: Przez powietrze docierają do małżowiny usznej, następnie przewodem słuchowym zewnętrznym do błony bębenkowej. Pod wpływem drgań powietrza błona bębenkowa porusza przylegający do niej młoteczek. Drgania z młoteczka są przekazywane na kowadełko i strzemiączko, za pośrednictwem okienka owalnego trafiają do ucha wewnętrznego, gdzie drgania są zamieniane na impulsy nerwowe, które nerwem słuchowym (zob. droga słuchowa) docierają do ośrodków słuchowych w korze mózgowej.
Dźwięk skierowany przez małżowinę uszną do przewodu słuchowego zewnętrznego wprawia w drgania błonę bębenkową i tzw. aparat akomodacji tj. kosteczki słuchowe i mięśnie ucha środkowego. Dzięki ruchom podstawy ostatniej z trzech kosteczek – strzemiączka – w okienku owalnym błędnika, drgania akustyczne przenoszą się na płyny, jakimi wypełniony jest ślimak. Ponieważ płyny są nieściśliwe, na to aby podstawa strzemiączka mogła wykonać ruch w głąb ucha wewnętrznego, musi dojść do kompensacyjnego wychylenia – w stronę jamy bębenkowej – błony drugiego okienka ucha wewnętrznego zwanego okrągłym. Ta tzw. gra okienek jest niezbędnym warunkiem prawidłowego przenoszenia dźwięków drogą powietrzną, bębenkowo-kosteczkową.

### Słuch człowieka – podstawowe dane
| Zakres słyszalnych częstotliwości                                    | 16–20000 Hz       |
| Zakres największej czułości ucha                                     | 1000–3000 Hz      |
| Zakres częstotliwości ludzkiej rozmowy                               | 500–3000 Hz       |
| Próg słyszalności                                                    | 0 dB HL           |
| Próg bólu                                                            | 110-140 dB HL     |
| Uszkodzenie słuchu                                                   | 140 dB HL         |
| Zakres rejestrowanych zmian ciśnienia                                | 0,00002-60 Pa     |
| Minimalne wychylenie błony bębenkowej                                | 10−10 m; 1 Å      |
| Wychylenie błony bębenkowej przy głośnym dźwięku o niskiej częstości | 0,1 mm            |
| Liczba rozróżnialnych czystych tonów                                 | ~3000             |
| Rozdzielczość częstotliwościowa ucha                                 | 1 Hz przy 1000 Hz |
| Rozdzielczość kątowa ucha                                            | 1-4°              |
| Rozdzielczość czasowa ucha                                           | 0,05 s            |
| Ubytek słuchu z wiekiem (18–50 lat)                                  | 0,5 dB/rok        |
| Ubytek słuchu z wiekiem (powyżej 50 lat)                             | 1 dB/rok          |
| Przeciętny ubytek słuchu w wieku 70 lat                              | 37 dB             |
| Wyprzedzenie oko-usta przy czytaniu na głos                          | 0,5-2 s           |

Źródło: Tablice Biologiczne. praca zbiorowa pod redakcją W. Mizierskiego. Warszawa: Adamantan, 2004. ISBN 83-7350-059-6. Brak numerów stron w książce

### Uszkodzenia słuchu
W zależności od ubytku słuchu można określić uszkodzenie słuchu jako uszkodzenie słuchu:
- w stopniu lekkim przy ubytku od 20 do 40 dB
- umiarkowanym przy ubytku od 40 dB do 70 dB
- znacznym przy ubytku od 70 dB do 90 dB
- głębokim  przy ubytku powyżej 90 dB